# Intro (musikgrupp)
Intro är en amerikansk R&B-grupp från Brooklyn, New York. Gruppen bestod av de tre medlemmarna Jeff Sanders, Clinton "Buddy" Wike och sångaren Kenny Greene. Intro släppte två album: Intro (1993) och New Life (1995). På 1990-talet hade gruppen en rad hitlåtar I USA.
När Kenny Greene dog i AIDS 2001 upphörde gruppen, men nystartade 2012 som en kvartett med de nya medlemmarna Ramon Adams och Eric Pruitt. 2014 lämnade Adams gruppen varför den åter blev en trio.

## Diskografi

### Album
| År   | Titel    | Skivbolag        | US R&B Chart | US Top 200 |
| ---- | -------- | ---------------- | ------------ | ---------- |
| 1993 | Intro    | Atlantic Records | 11           | 65         |
| 1995 | New Life | Atlantic Records | 16           | 86         |